# Jean-Jacques Wittezaele
Jean-Jacques Wittezaele, psychologue et psychothérapeute belge, est l'un des principaux représentants de la thérapie stratégique brève, dite approche de Palo Alto, en Europe francophone.

## Biographie
Après l'obtention de son doctorat en psychologie, Jean-Jacques Wittezaele commence sa carrière au sein d'un foyer pour adolescents difficiles au sein duquel il collabore avec Marcel Bribois. En 1981, il commence un séjour de trois ans au Mental Research Institute of Palo Alto où il est l'élève et le collaborateur de Paul Watzlawick, John Weakland et Richard Fisch.  Outre ces trois pionniers de la thérapie brève, Wittezaele est influencé par les travaux de Donald deAvila Jackson et Gregory Bateson dont il est considéré comme un des spécialistes.
En 1987 il crée avec Teresa Garcia Rivera l'Institut Gregory Bateson à Liège, centre de recherche, de consultation et de formation spécialisé en thérapie brève selon l'approche de Palo Alto et représentant officiel en Europe francophone du Mental Research Institute of Palo Alto.  En 2003, Wittezaele contribue à la création de l'Association européenne de thérapie brève et stratégique avec notamment Mony Elkaïm, Gianfranco Cecchin, Stefan Geyerhofer, Camilo Loriedo, Teresa Garcia, Giorgio Nardone et Wendel Ray.
Outre ses fonctions au sein de l'Institut Gregory Bateson, Jean-Jacques Wittezaele est chargé de cours à l'Université Paris X Nanterre, ainsi qu'à l'École de thérapie stratégique d'Arezzo et associé de recherche au Mental Research Institute of Palo Alto.